# Labraza
Labraza est une commune ou une contrée appartenant à la municipalité d'Oyón dans la province d'Alava, situé dans la Communauté autonome basque en Espagne.

## Personnalités liées à la commune
- Felipe Maeztu (1905-1958), officier français de la Légion étrangère, compagnon de la Libération;
- Arturo Sáenz de la Calzada (1907-2003), architecte républicain espagnol;

## Voir aussi

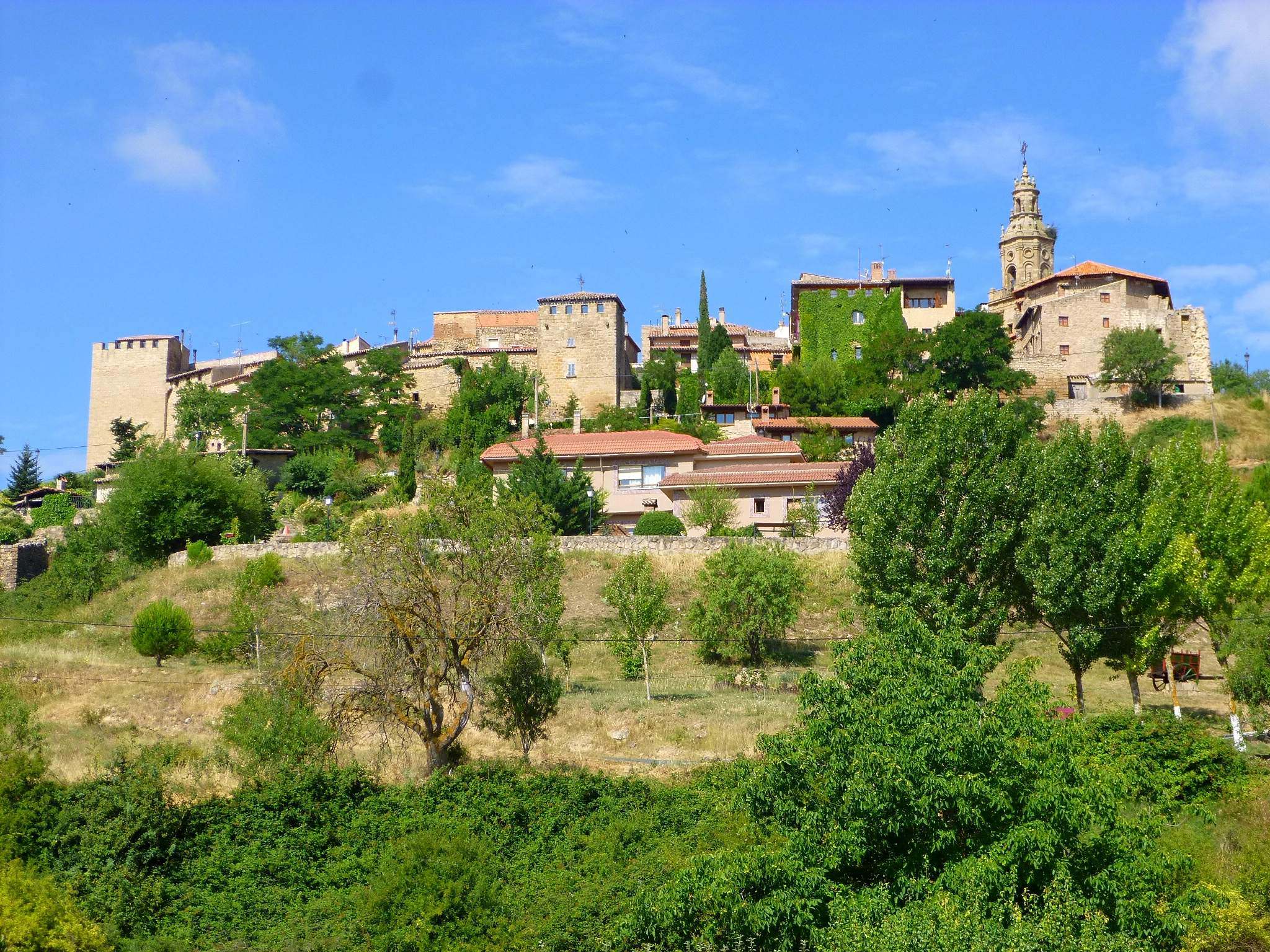
Labraza.